# Coulee City
Coulee City ist eine Kleinstadt (Town) im Grant County im Bundesstaat Washington der Vereinigten Staaten. Zum United States Census 2020 hatte sie 549 Einwohner.

## Geschichte
Die Stadt wurden nach dem nahegelegenen Grand Coulee benannt. Coulee City wurde offiziell am 10. Mai 1907 als Gebietskörperschaft anerkannt.

## Geographie
Nach dem United States Census Bureau nimmt die Stadt eine Gesamtfläche von 2,33 Quadratkilometern ein, worunter keine Wasserflächen sind.

### Klima
|                        | Jan    | Feb    | Mär    | Apr   | Mai   | Jun   | Jul   | Aug   | Sep   | Okt    | Nov    | Dez    |   |        |
| Mittl. Temperatur (°C) | −2,50  | 0,56   | 5,28   | 9,17  | 13,61 | 17,50 | 22,22 | 21,67 | 17,22 | 10,00  | 1,94   | −2,78  | ⌀ | 9,5    |
| Mittl. Tagesmax. (°C)  | 11,11  | 16,67  | 22,78  | 33,89 | 37,78 | 39,44 | 43,33 | 43,33 | 38,33 | 29,44  | 19,44  | 13,33  | ⌀ | 29,1   |
| Mittl. Tagesmin. (°C)  | −28,33 | −28,33 | −15,56 | −7,78 | −4,44 | −2,22 | 1,11  | −0,56 | 2,22  | −13,89 | −22,22 | −28,33 | ⌀ | −12,3  |
|                        |        |        |        |       |       |       |       |       |       |        |        |        |   |        |
| Niederschlag (mm)      | 21,08  | 24,64  | 25,15  | 19,56 | 26,92 | 20,57 | 17,53 | 11,68 | 12,70 | 14,99  | 34,80  | 35,81  | Σ | 265,43 |

| −28,33 |

| −28,33 |

| −15,56 |

| −7,78 |

| −4,44 |

| −2,22 |

| 1,11 |

| −0,56 |

| 2,22 |

| −13,89 |

| −22,22 |

| −28,33 |

| −28,33 |

| −28,33 |

| −15,56 |

| −7,78 |

| −4,44 |

| −2,22 |

| 1,11 |

| −0,56 |

| 2,22 |

| −13,89 |

| −22,22 |

| −28,33 |

## Demographie

### Census 2000
Nach der Volkszählung von 2000 gab es in Coulee City 600 Einwohner, 271 Haushalte und 162 Familien. Die Bevölkerungsdichte betrug 234 pro km². Es gab 351 Wohneinheiten bei einer mittleren Dichte von 136,9 pro km².
Die Bevölkerung bestand zu 94,83 % aus Weißen, zu 1 % aus Afroamerikanern, zu 0,83 % aus Indianern, zu 0,33 % aus Asiaten, zu 0,5 % aus Pazifik-Insulanern, zu 0,17 % aus anderen „Rassen“ und zu 2,33 % aus zwei oder mehr „Rassen“. Hispanics oder Latinos „jeglicher Rasse“ bildeten 2,83 % der Bevölkerung.
Von den 271 Haushalten beherbergten 25,5 % Kinder unter 18 Jahren, 48,3 % wurden von zusammen lebenden verheirateten Paaren, 10,3 % von alleinerziehenden Müttern geführt; 39,9 % waren Nicht-Familien. 36,2 % der Haushalte waren Singles und 18,5 % waren alleinstehende über 65-jährige Personen. Die durchschnittliche Haushaltsgröße betrug 2,21 und die durchschnittliche Familiengröße 2,87 Personen.
Der Median des Alters in der Stadt betrug 42 Jahre. 24 % der Einwohner waren unter 18, 7,7 % zwischen 18 und 24, 21,7 % zwischen 25 und 44, 23,7 % zwischen 45 und 64 und 23 65 Jahre oder älter. Auf 100 Frauen kamen 102,7 Männer, bei den über 18-Jährigen waren es 99,1 Männer auf 100 Frauen.
Alle Angaben zum mittleren Einkommen beziehen sich auf den Median. Das mittlere Haushaltseinkommen betrug 25.938 US$, in den Familien waren es 42.500 US$. Männer hatten ein mittleres Einkommen von 31.375 US$ gegenüber 17.250 US$ bei Frauen. Das Pro-Kopf-Einkommen betrug 14.411 US$. Etwa 14,9 % der Familien und 22,1 % der Gesamtbevölkerung lebte unterhalb der Armutsgrenze; das betraf 29,2 % der unter 18-Jährigen und 11,7 % der über 65-Jährigen.

### Census 2010
Nach der Volkszählung von 2010 gab es in Coulee City 562 Einwohner, 265 Haushalte und 150 Familien. Die Bevölkerungsdichte betrug 241,1 pro km². Es gab 331 Wohneinheiten bei einer mittleren Dichte von 142 pro km².
Die Bevölkerung bestand zu 91,3 % aus Weißen, zu 2,1 % aus Indianern, zu 0,2 % aus Asiaten, zu 1,6 % aus anderen „Rassen“ und zu 4,8 % aus zwei oder mehr „Rassen“. Hispanics oder Latinos „jeglicher Rasse“ bildeten 3,4 % der Bevölkerung.
Von den 265 Haushalten beherbergten 19,2 % Kinder unter 18 Jahren, 44,9 % wurden von zusammen lebenden verheirateten Paaren, 7,5 % von alleinerziehenden Müttern und 4,2 % von alleinstehenden Vätern geführt; 43,4 % waren Nicht-Familien. 37 % der Haushalte waren Singles und 16,2 % waren alleinstehende über 65-jährige Personen. Die durchschnittliche Haushaltsgröße betrug 2,1 und die durchschnittliche Familiengröße 2,72 Personen.
Der Median des Alters in der Stadt betrug 49,1 Jahre. 16,9 % der Einwohner waren unter 18, 7,2 % zwischen 18 und 24, 19 % zwischen 25 und 44, 33,5 % zwischen 45 und 64 und 23,5 65 Jahre oder älter. Von den Einwohnern waren 49,6 % Männer und 50,4 % Frauen.